# 甲南町希望ケ丘
甲南町希望ケ丘（こうなんちょうきぼうがおか）は、滋賀県甲賀市にある地名。

## 地理
甲賀市甲南町の最北端に位置し、東は甲南町希望ケ丘本町・甲南町稗谷、西・南は甲南町深川・水口町虫生野、北は水口町水口に接する。昭和45年（1970年）から深川と稗谷にまたがる丘陵地が開発され、民間開発業者の東洋開発により希望ケ丘ニュータウンという名称の住宅団地が形成された。昭和53年（1978年）に行政区として希望ケ丘区が発足、平成2年（1990年）に希望ケ丘本町が行政区として分離独立する。

## 世帯数と人口
2020年（令和2年）3月31日現在の世帯数と人口は以下の通りである。
| 町丁           | 世帯数    | 人口    |
| -------------- | --------- | ------- |
| 甲南町希望ケ丘 | 1,307世帯 | 3,391人 |

## 学区
市立小・中学校に通う場合、学区は以下の通りとなる。
| 番・番地等             | 小学校                 | 中学校             |
| ---------------------- | ---------------------- | ------------------ |
| 希望ケ丘1丁目から5丁目 | 甲賀市立希望ケ丘小学校 | 甲賀市立甲南中学校 |

## 交通
- 滋賀県道128号杉谷嶬峨線

## 施設
- 甲賀市立希望ケ丘小学校
- 甲賀市立甲南希望ケ丘保育園
- 甲賀市希望ケ丘地域市民センター
- 希望ケ丘草の根ハウス
- 甲南希望ヶ丘郵便局

## その他

### 日本郵便
- 郵便番号 : 520-3333[3]（集配局：甲南郵便局[9]）